# میل نراق
میل نراق مربوط به دوره صفوی است و در ۷ کیلومتری شرق نراق واقع شده و این اثر در تاریخ ۱۰ دی ۱۳۸۱ با شمارهٔ ثبت ۶۹۷۸ به‌عنوان یکی از آثار ملی ایران به ثبت رسیده است.